# Bäver-Pertjärnen
Bäver-Pertjärnen är en sjö i Älvdalens kommun i Dalarna och ingår i Dalälvens huvudavrinningsområde.